# Kota Morimura
Kota Morimura (森村 昂太 Morimura Kota?, nacido el 14 de agosto de 1988 en Tokio) es un futbolista japonés que se desempeña como centrocampista.

## Trayectoria

### Clubes
| Club                | País  | Año         |
| ------------------- | ----- | ----------- |
| FC Tokyo            | Japón | 2007 - 2008 |
| Mito HollyHock      | Japón | 2009 - 2010 |
| Giravanz Kitakyushu | Japón | 2011 - 2013 |
| Avispa Fukuoka      | Japón | 2014 - 2015 |
| FC Machida Zelvia   | Japón | 2015 - 2020 |

## Estadística de carrera

### J. League
| Club                | Año   | J. League | J. League | Copa J. League | Copa J. League | Total | Total |
| Club                | Año   | Part.     | Goles     | Part.          | Goles          | Part. | Goles |
| ------------------- | ----- | --------- | --------- | -------------- | -------------- | ----- | ----- |
| FC Tokyo            | 2007  | 1         | 0         | 0              | 0              | 1     | 0     |
| FC Tokyo            | 2008  | 2         | 0         | 0              | 0              | 2     | 0     |
| Mito HollyHock      | 2009  | 46        | 5         | -              | -              | 46    | 5     |
| Mito HollyHock      | 2010  | 22        | 1         | -              | -              | 22    | 1     |
| Giravanz Kitakyushu | 2011  | 33        | 3         | -              | -              | 33    | 3     |
| Giravanz Kitakyushu | 2012  | 19        | 0         | -              | -              | 19    | 0     |
| Giravanz Kitakyushu | 2013  | 32        | 4         | -              | -              | 32    | 4     |
| Avispa Fukuoka      | 2014  | 31        | 1         | -              | -              | 31    | 1     |
| Avispa Fukuoka      | 2015  | 1         | 0         | -              | -              | 1     | 0     |
| FC Machida Zelvia   | 2015  | 18        | 2         | -              | -              | 18    | 2     |
| FC Machida Zelvia   | 2016  | 39        | 1         | -              | -              | 39    | 1     |
| FC Machida Zelvia   | 2017  | 36        | 2         | -              | -              | 36    | 2     |
| Total               | Total | 280       | 19        | 0              | 0              | 280   | 19    |